# Saint-Pons, Alpes-de-Haute-Provence

Saint-Martin-lès-Seyne este o comună în departamentul Alpes-de-Haute-Provence din sud-estul Franței. În 1 ianuarie 2022 avea o populație de 613 de locuitori.